# 宮脇泰一
宮脇 泰一（みやわき たいいち）は日本の建築学者。日本大学教授。日本建築学会所属。

## 略歴
- 兵庫県土木建築部計画課職員を経て日本大学教授に就任。
- 静岡県三島市の山中城址本丸と北の丸を結んでいた架橋の復元を手掛けた。

## 著作

### 論文
- 「都市の性格と商業施設の構成に関する研究」『日本建築學會研究報告』（1955年 日本建築学会）
- 「地名にあらわれた市場町の一考察」『日本建築學會研究報告』（1951年 日本建築学会）